# مایک دین
مایکل جرج دین (متولد ۱ مارس ۱۹۶۵) تهیه‌کننده موسیقی هیپ هاپ، مهندسی صدا، و نوازنده چند ساز اهل آمریکایی از انگلتون، تگزاس است. دین بیشتر برای ضبط و میکس ترانه‌های هنرمندان هیپ هاپ آمریکایی مانند کانیه وست، توپاک شکور، Scarface، تراویس اسکات، تو چینز، جی-زی، دیزاینر، دریک و د ویکند شناخته شده‌است.